# 水野忠幹 (紀伊新宮藩主)
水野 忠幹（みずの ただもと）は、紀伊新宮藩（紀州藩附家老）第10代藩主。第9代藩主・水野忠央の長男。

## 生涯
天保9年（1838年）12月7日、紀伊新宮藩第9代藩主・水野忠央の長男として生まれる。嘉永5年（1852年）、諸大夫に任命され、父の忠央と共に紀州藩の藩政に参画する。桜田門外の変後の万延元年（1860年）6月14日に父の忠央が失脚し、強制隠居処分となったことを受けて翌15日に家督を継ぎ、従五位下・大炊頭に叙任され、附家老として紀州藩主・徳川茂承を補佐した。策謀家・専制的であった父とは違って謹厳実直であり、活発で度量も広かったため、周囲から人望を集めたと言われている。
慶応2年（1866年）、第二次長州征伐では幕府軍の先鋒を務め、各地で幕府軍が敗れる中で、忠幹が率いる軍勢だけは安芸国佐伯郡大野村（現在の広島県廿日市市）まで進撃するという大戦果を挙げた。幕府軍が撤退する中では殿軍を務め、長州藩の軍勢もその忠幹の武勇を恐れて追撃できず、「鬼水野」と呼ばれて畏怖されたという。
慶応4年（1868年）1月の鳥羽・伏見の戦い後、旧幕府軍の敗残兵を藩内に受け入れていた紀州藩は新政府の嫌疑を受けたため、附家老の忠幹が弁明のために上洛し、1月14日に「3ヶ条の弁明」を提出している。同年1月24日、新政府の「維新立藩」により、忠幹は3万5,000石の大名として認められ、新宮藩を立藩している。明治2年（1869年）に版籍奉還が行われると、新宮藩知事に任命されたが、明治4年（1871年）7月14日の廃藩置県により免官。新宮藩が正式に藩（大名の領地）として存在したのは明治維新後の数年間に過ぎなかった。同年9月、東京府に移住。明治17年（1884年）7月7日、華族令により男爵を叙爵し、錦鶏間祗候に任ぜられた。
明治35年（1902年）4月30日、神奈川県鎌倉郡鎌倉町（現在の鎌倉市）の自邸で死去した。63歳没。法号は真徳院殿忠幹日現大居士。墓所は神奈川県鎌倉市の高松寺、和歌山県新宮市の橋本山にある水野家墓所。長男の忠宜は同年1月の八甲田雪中行軍遭難事件で遭難死しており、また息子の多くは他家に養子に出されていたため、当時4歳の八男・重吉（じゅうきち）が家督を継いだ。

## 系譜
- 父：水野忠央
- 正室：八重（温玉院、水野忠邦の娘、天保11年（1840年）12月7日 - 安政2年（1855年）6月8日）
- 継室：釭（みち、水野忠精養女、戸田忠温の八女、弘化元年（1844年）6月20日 - 万延元年（1860年）5月12日）[7]
- 継々室：釥子（しょうこ、三宅康直の四女、嘉永3年（1850年）1月21日 - 大正9年（1920年）1月22日）
- 男子
  - 水野忠宜（長男）
  - 水野直（五男、水野忠愛養子）
  - 片桐貞央（六男、片桐貞健養子）
  - 水野忠武（七男、芦田順三郎養子のち復籍、明治19年（1886年）6月5日 - 昭和20年（1945年）9月10日）
  - 水野重吉（八男、明治31年（1898年）3月1日 - 昭和3年（1928年）7月4日）
- 女子
  - 待姫
  - 常（森英夫人、明治16年（1898年）2月10日 - 大正12年（1923年）10月30日）
  - 富子（川口武和夫人）
  - 千代子（水野勝昌養女、水野敏勝夫人、明治24年（1891年）7月16日 - 昭和45年（1970年）5月2日）
- 養女
  - 悦（水野忠制長女、水野忠弘夫人のち離縁）